# Каменских, Елена Михайловна
Елена Михайловна Каменских (16 декабря 1984 года) — российская самбистка, призёр чемпионатов России, мастер спорта России.

## Спортивные результаты
- VI традиционный всероссийский турнир по борьбе самбо среди женщин 2008 года — [1];
- Чемпионат России по самбо среди женщин 2009 года — ;
- Чемпионат России по самбо среди женщин 2010 года — ;
- Кубок России по самбо 2010 года — [2];
- Чемпионат России по самбо среди женщин 2012 года — ;